# Línea 86 (Buenos Aires)
La línea 86 es una llínea de colectivos del Área metropolitana de Buenos Aires. Une González Catán en el partido de La Matanza y el barrio porteño de Barracas.
La línea 86 es operada por la Empresa DUVI S.A.

## Historia
Operada originalmente por Transportes Fournier SA, la cual operaba también las líneas 56, 97 y 193, al quebrar esta, se forma una Unión Transitoria De Empresas (UTE) para garantizar el servicio, formada por las empresas Doscientos Ocho Transporte Automotor, Unión Transportistas de Empresas (UTESA, Otra UTE que en ese momento operaba las líneas 46 y 123), La Vecinal de La Matanza SA y Transporte Ideal San Justo, cuya razón social sería DUVI (Dota, Utesa, Vecinal de Matanza e Ideal San Justo). Al poco tiempo de formarse, La Vecinal de Matanza se alejaría. Luego es la UTESA quien se desprende, llevándose consigo la Línea 97 para luego con el tiempo devolversela a TISJ. A inicios de los 2000 DOTA y TISJ se reparten las líneas 56 y 193 mientras aun compartían la operación de la 86. Y en 2009 se da el quiebre definitivo cuando DOTA toma los ramales al Aeropuerto de Ezeiza, creando la Línea 8 bajo la razón social Río Grande SA (Original de las líneas 5 y 23) quedándose TISJ con los ramales a González Catan manteniendo el número 86 y la razón social DUVI. 
Mediante un comunicado, la empresa D.U.V.I. Sociedad Anónima (SA) informó que las líneas de colectivos 86 y 193 cambiarán su recorrido a partir del día jueves 29 de diciembre de 2022: comenzarán su recorrido en la esquina de las calles Comercio y Ruta 3, en Virrey del Pino.

## Ramales
- La Boca - González Catán (Km. 35) por Laguna
- La Boca - González Catán (Km. 35) por Laguna por Ruta 21
- Servicios desde Km. 35 hasta Laferrere o El Cuervo
- SemiRápido: La Boca - Ruta 3 Km. 35 por Autopista por Ruta 3
- SemiRápido: La Boca - Ruta 3 Km. 35 por Autopista por Ruta 21
- Servicios Semirápidos desde Km. 35 o Laferrere hasta Once (Hora pico)
- SemiRápido: Primera Junta - Ruta 3 Km. 35 por Autopista por Ruta 3 (Hora pico)
- SemiRápido: Primera Junta - Ruta 3 Km. 35 por Autopista por Ruta 21 (Hora pico)
- SemiRápido: Plaza de Mayo - Ruta 3 Km. 29 por Autopista por 9 de julio (Hora pico)